# Сурова (Підкарпатське воєводство)
Сурова (пол. Surowa) — село в Польщі, у гміні Борова Мелецького повіту Підкарпатського воєводства.
Населення — 264 особи (2011).
У 1975-1998 роках село належало до Ряшівського воєводства.

## Демографія
Демографічна структура станом на 31 березня 2011 року:
|          | Загалом | Допрацездатний вік | Працездатний вік | Постпрацездатний вік |
| -------- | ------- | ------------------ | ---------------- | -------------------- |
| Чоловіки | 128     | 35                 | 83               | 10                   |
| Жінки    | 136     | 30                 | 76               | 30                   |
| Разом    | 264     | 65                 | 159              | 40                   |